# Campo 22
El Campo de concentración de Hoeryong (o campo de concentración de Hangyong) es un campo de prisioneros políticos en Corea del Norte. El nombre oficial es Kwan-li-so (Colonia de trabajo de penal) Núm.22. La prisión es un área de máxima seguridad, completamente aislada del mundo exterior. Los prisioneros y sus familias están detenidos en un periodo de por vida. En 2012, algunos informes  e imágenes satelitales indicaron mayores cambios.

## Ubicación
El campo 22 se localiza en el condado de Hoeryong, provincia de Hamgyong del Norte, al noreste de Corea del Norte, cerca de la frontera con China y Rusia. Se encuentra situado en un gran valle con muchos valles a los lados, rodeado por montañas de 400-700 metros de altura. La entrada sureste del campo se encuentra a unos 7 kilómetros (4.34 mi) al noreste del centro de la ciudad de Hoeryong, la entrada principal se encuentra a 15 kilómetros al sureste de Kaishantun-Jilin, provincia de China. El límite occidental va paralelo a una distancia de 5 kilómetros del Río Tumen, el cual hace de frontera con China. El campo no fue incluido en mapas hasta hace poco y el gobierno norcoreano negó su existencia.

## Historia
El campo fue fundado alrededor de 1965 en Haengyony-ri y se expandió en las áreas de Chungbong-ri y Sawul-ri en las décadas de 1980 y 1990. El número de prisioneros ha incrementado considerablemente en los años 1990, tiempo en el que otros 3 campos de prisioneros en el norte de la provincia de Hamgyong cerraron, y los presos fueron trasladados al campo 22. Kwan.li-so Núm. 11(Kyongsong) cerró en 1989, Kwan-li-so Núm. 12(Ongsong) cerró en 1991 y Kwan-li-so Núm. 13 (Changpyong)  cerró en 1992.

## Descripción
El campo 22 tiene cerca de 229 km² de superficie. Está rodeado por una cerca interna electrificada a 3300 voltios y una cerca exterior de alambre espinoso, con trampas y clavos escondidos entre ambas cercas . El campo está controlado por unos 1000 guardias y 500-600 agentes administrativos. Los guardias están armados con rifles automáticos, granadas y perros entrenados .
En la década de 2023 había un estimado de 50 000 prisioneros en el campo. Los prisioneros son en su mayoría personas que criticaron al gobierno, personas consideradas políticamente poco fiables (tales como prisioneros de guerra de Corea del Sur, cristianos, regresados de Japón) o miembros purgados de alto rango del partido. Basados en el principio de culpabilidad por asociación (Coreano: 연좌제, yeonjwaje) a menudo son encarcelados junto a la familia entera, incluyendo niños y ancianos. Todos los prisioneros son retenidos hasta la muerte; nunca son puestos en libertad.
El campo se divide en varias colonias de trabajo penitenciario:
- Haengyong-ri es la sede del campo con oficinas administrativas, una fábrica de comida, fábrica de ropa, centro de detención, residencia de guardias y residencia de las familias prisioneras.[1][20]
- Chungbong-ri es una sección minera con una mina de carbón, depósito de carga, estación de ferrocarril, residencia de guardias y residencia de prisioneros individuales.[21]
- Naksaeng-ri, Sawul-ri, Kulsan-ri and Namsok-ri son una sección agrícola con residencia de familias prisioneras.

Hay un sitio de ejecuciones secretas en el valle de Sugol, al borde del campo.

## Condiciones en el campo
Un exguardia (Ahn Myong-chol) describe las condiciones en el campo como extremadamente duras y peligrosas para la vida. Él recuerda el impacto que sintió cuando llegó por primera vez al campo, donde comparó a los prisioneros con esqueletos andantes, enanos y lisiados envueltos en trapos. Se estima que cerca del 30% de los presos tiene deformidades como oídos arrancados, ojos destrozados, narices rotas, y caras cubiertas de cortadas y cicatrices resultantes de palizas y otros malos tratos. Alrededor de 2000 prisioneros, cuenta él, carecen de extremidades, pero incluso los presos que necesitan muletas para caminar deben seguir trabajando.
A los prisioneros se les dan 180 gr (6,3494303150023 oz) de maíz por comida (dos veces al día), con un mínimo de vegetales y sin carne .  La única carne en sus dietas es de ratas, serpientes o ranas que logran atrapar . Ahn estima que de 1500 a 2000 personas mueren de desnutrición al año, niños en su mayoría . A pesar de estas muertes, la población reclusa se mantiene constante, sugiriendo que cerca de 1500 a 2000 internos llegan cada año. Los niños reciben solo educación básica. A partir de los 6 años se les otorga trabajo asignado, como recoger verduras, pelar maíz o secar arroz, pero reciben muy poco alimento únicamente 180gr (6,34 oz) en total por día. Por lo tanto, muchos niños mueren antes de llegar a los 10 años. Los prisioneros ancianos tienen la misma carga de trabajo que otros adultos . Presos gravemente enfermos están en cuarentena, abandonados para morir.
Los prisioneros individuales viven en chozas con otras 100 personas en un cuarto. Como premio por un buen trabajo, a menudo las familias pueden vivir juntas en un solo cuarto o una casa pequeña sin corriente de agua. Pero las casas están en condiciones pobres, las paredes hechas de lodo y tienen varias grietas. Todos los prisioneros tienen que usar baños comunales, sucios y llenos de gente .
Los presos tienen que realizar arduas labores en agricultura, minería y fábricas de 5:00am a 8:00pm (7:00 p. m. en invierno), ), seguidas de re-educación ideológica y sesiones de autocrítica . Año nuevo es la única festividad para los prisioneros. Las minas no están aclimatadas con medidas de seguridad y de acuerdo a Ahn, se asesina a prisioneros casi todos los días. Tienen que usar herramientas primitivas, por ejemplo palas y picos, obligados a trabajar hasta el cansancio. Cuando ocurría un incendio o un túnel colapsa, se le abandonaba a los presos para morir . Kwon Hyuk reporta que los cuerpos son simplemente colocados en entrenadores de carga junto con el carbón para ser quemados en un horno de fusión. El carbón es suministrado a la planta de energía de Chongjin, acerería de Chongjin y la acerería de Kimchaek, mientras que la comida es suministrada a la agencia de seguridad del estado o vendida en Pyongyang y otras partes del país.

## Violaciones a los derechos humanos
Ahn explica como a los guardias se les enseña que los prisioneros son fraccionalistas y enemigos de clase que deben ser eliminados como malas hierbas hasta la raíz. Son instruidos para tratar a los prisioneros como esclavos y no como seres humanos. Basándose en esto los guardias pueden asesinar a un prisionero que no les obedezca en cualquier momento . Kwon reportó que como oficial de seguridad podía decidir si matar a un prisionero o castigarlo de otras maneras si llegaba a violar una regla. Él admitió que una vez ordenó la ejecución de 31 personas de 5 familias en un castigo colectivo, porque el miembro de una familia intentó escapar.
En la década de 1980 se realizaron ejecuciones públicas una vez por semana aproximadamente, según Kwon. Sin embargo Ahn reportó que en la década de 1990 fueron sustituidas por ejecuciones secretas, debido a que los guardias temían disturbios entre la multitud reunida. Tuvo que ir al sitio de ejecuciones secretas un gran número de veces y ahí fue testigo de cuerpos desfigurados y destrozados.
En caso de violaciones serias de las reglas, los prisioneros eran sujetos a un proceso de investigación, en el que hay violaciones a los derechos humanos, como la reducción de alimento, tortura, palizas y acosos sexuales. En Haengyong-ri hay un centro de detención para castigar a los prisioneros. Debido al maltrato, muchos prisioneros morían en detención e incluso mas dejaban el edificio de detención lisiados .
Ahn y Kwon reportaron acerca de los siguientes métodos de tortura usados en el campo 22:
- Tortura de agua: el prisionero tiene que pararse con los dedos de los pies en un tanque lleno de agua hasta su nariz por 24hrs.[55]
- Tortura colgante: el prisionero es colgado del techo con la cabeza apuntando hacia abajo para ser golpeado violentamente.[56]
- Tortura del cuarto caja: el prisionero es detenido en una celda diminuta, donde difícilmente puede estar sentado, pero no estar de pie o acostado por 3 días.[55]
- Tortura de rodillas: el prisionero se hinca en una barra de madera insertada cerca de los huecos de la rodilla para detener la circulación de la sangre. Tras una semana el preso no puede caminar y muchos mueren después.[25]
- Tortura de paloma: el prisionero es atado a la pared con ambas manos a una altura de 60 centímetros (1,96850394 pies)  y debe agacharse por muchas horas.[57]

Hay palizas todos los días, si los prisioneros no se inclinan rápido o lo suficientemente profundo antes que los guardias, si no trabajan con esfuerzo o no obedecen con rapidez. Es una práctica frecuente para los guardias usar a los prisioneros como blancos de artes marciales. La violación y la violencia sexual son muy comunes, como prisioneras saben que pueden ser asesinadas con facilidad si se resisten a las demandas de los guardias.
Ahn habló sobre cientos de prisioneros al año que eran removidos para varios “Importantes proyectos de construcción”, por ejemplo túneles secretos, bases militares o instalaciones nucleares en áreas remotas. Ninguno de estos prisioneros regresaba al campo. Ahn está convencido de que eran secretamente asesinados tras finalizar la construcción para mantener la discreción de estos proyectos.

## Experimentación humana
Kwon declaró experimentación humana llevada a cabo en Hangyong-ri. Describió una habitación de vidrio sellada, 3.5 metros(11,48293965 pies) de ancho, 3 metros(9,8425197 pies) de largo y 2.2 metros(7,21784778 pies) de alto, donde fue testigo de una familia con 2 hijos muriendo de ser sujetos de prueba de un gas asfixiantes. Ahn explicó cómo inexpertos funcionarios médicos del hospital de Chung Bong -ri practicaron sus técnicas de cirugía en prisioneros. Escuchó numerosos relatos de operaciones innecesarias y fallas médicas, causando la muerte o paralizando permanentemente a los prisioneros.

## Informes sobre la hambruna masiva y el cierre
Imágenes satelitales de finales del 2012 mostraron el centro de detención y algunas torres de vigilancia siendo arrasadas, pero todas las demás estructuras parecían operacionales. Fue reportado que 27 000 prisioneros murieron de hambruna en poco tiempo y que 3000 sobrevivientes fueron reubicados al campo de concentración de Hwasong entre marzo y junio del 2012. Se informó que el campo cerró en junio, los guardias removieron los rastros de las instalaciones de detención hasta agosto y luego los mineros de la mina de Kungsim y los agricultores de Saebyol y Undok fueron trasladados a la zona. De acuerdo a otro informe las autoridades decidieron cerrar el campo para cubrir sus pistas después de deserciones.

## Ex guardias/prisioneros (testigos)
- - Ahn Myong-chol (1990-1994 en Campo 22)  era un guardia de la prisión y conductor en el campo. En 1987 fue guardia de prisión en Kwan-li-so núm. 11 (Kyongsong) y de 1987-1990 en Kwan-li-so núm. 13.[23][58]
  - Kwon Hyok (1987-1990 en Campo 22) fue oficial de seguridad en el campo. Desertó seis años más tarde cuando trabajó como agregado militar en Pekín.[45]
  - Ningún exprisionero del campo es conocido por haber escapado de Corea del Norte.[1]